# Рай горячее, чем ад
«Рай горячее, чем Ад» (англ. Heaven is hotter than Hell) — экспериментальный артхаус фильм, снятый режиссёром Чармсом Чокером.
В центре сюжета — группа персонажей, каждый из которых ищет свой путь между метафорическим Раем и Адом, сталкиваясь с личными дилеммами и моральными выборами.
Фильм делает акцент на визуальном и звуковом эксперименте, «отказываясь от традиционного диалога и линейного повествования», как говорится в обращении режиссёра в начале фильма.
Логлайн: «Карточная игра. Герои блуждают между Адом и Раем. Цена: жизнь»

## Сюжет
Действие фильма происходит в потустороннем мире под названием Ночной город, находящемся где-то на границах Рая и Ада, в своеобразном лимбе. Рассказчиком, единственным, чьи реплики озвучены, является Человек в чёрной маске — он представляет собой и антигероя, обитателя этого мира, и альтер-эго режиссёра.
Фильм имеет спиральную форму повествования: в начале мы видим кадры из событий в баре «Яйца странствующего дрозда», в который герои приходят уже в конце картины. Там каждый заглядывает в свою Белую Карту — своеобразный проводник персонажей в этом мире. Заглядывая в Карту, герои переносятся в события из своего пути в Ночном городе.
Первым мы знакомимся с Перваншем — возможно, он является падшим ангелом, пытающимся отыскать дорогу обратно в Рай. Перванш — художник, кажется одним из наименее конфликтных героев. Его встречает Дикий в первом его воплощении. Дикий — поэт, собирательный образ «проклятых поэтов», герой с тремя разными воплощениями. В первом воплощении Дикий серьёзен и угрожающе резок с представляющими опасность жителями Ночного города. Он пугает пистолетом Рыжего, ввязывается в конфликт с Селадоном, пытающимся провести его. Кажется, что он видит их истинные намерения.
Вместе они держат путь по Ночному городу, встречая диковатого мужчину с кошкой и на моноцикле — Вермильона, который не слишком удачно завязывает диалог с мужчинами, пытаясь их рассмешить, и уезжает дальше. Дальше путь продолжают вдвоем, на мостовой сталкиваясь с Пюсовой и устраивают импровизированное застолье, где впервые фигурирует странная зелёная жидкость в бутылке. Пюсовая стаскивает у Дикого пистолет, который он возвращает себе, но позднее диалог за столом утомляет Перванша и Дикого и Пюсовая вновь забирает пистолет вместе с ножом, когда мужчины засыпают. В итоге Пюсовая возвращает пистолет и прощается с героями. Во время сна Перванш видит свою встречу с Селадоном, притворщиком, обманом ведущим героев в ловушку.
В видении из Карты Пюсовой она идет на встречу с Сомоном, молодым музыкантом, где исполняет танец. Позднее она встречается с Охрой, которая пытается атаковать её ножом. В другое время Пюсовая встретила её с Спаржей, пытаясь отыскать дорогу к Белой Карте и бару, с чем Охра, не из добрых побуждений, помогает.
Карта Спаржи — её встреча с Пангом, они весело общаются, сидя на крыше. Спаржа — светлая, сочувствующая душа, у которой болит сердце за страдающих. Спаржа и Панг также встречают обезумевшего обитателя Ночного города — Рыжего, который коллекционирует фотографии нижнего белья, и откупаются от его внимания банкой супа. Позднее, в баре, Спаржу обольщает красавица Шамуа, предлагая сыграть в игру с молотком и напаивая её зелёной жидкостью до бессознательности. Панг кажется радушным и открытым странником Ночного города, храня секреты о собственном безумии и грехах прошлого. Спаржа замечает его дуальность и в страхе сбегает.
На берегу озера стоит ванна, в которой купаются две девушки — это Роза, заблудшая жительница надреального мира, думающая, что это лишь коллективный сон, и безмолвная Мира, светлая проводница Розы в Ночном городе. В дальнейших странствиях по чаще леса Роза встречает Человека-зеркало, пытающегося открыть ей правду о ней самой и мире вокруг. На песчаных холмах Роза освобождает Миру из пут, продолжая путь они встречают бездвижного Человека в сундуке с ключом в руке. Мира отговаривает брать ключ, но Роза незаметно забирает его с собой. Ранее с Человеком в сундуке расправились жестокие обитатели Ночного города — клоуны Фанданго и Фельдграу в компании Человека в чёрной маске. В погоне за Розой и Мирой клоуны не единожды встречают Человека-зеркало, пытающегося помочь Розе сбежать.
Карта Дикого показывает его второе воплощение — ещё более агрессивное начало, разрываемое муками изнутри. В этом проявлении он не справляется с одолеваемыми его чувствами и стреляет в голову из пистолета. Его находит Фуксия, испытывающая к нему чувства, возвращает его к жизни жидкостью зелёного цвета.
Все блуждающие герои и сопровождающая их к концу пути Охра встречают уличных музыкантов и веселятся в диком танце. Навеселившись, герои приходят к дверям злополучного бара, где их встречает Марсала, преграждая вход. Охра, перешептавшись с ним, проходит внутрь. Панг, насупившись, идёт напролом, но Марсала без особых усилий откидывает его на землю. Дикий в третьем своем воплощении также пытается решить вопрос, доставая оружие, но Спаржа встревоженно останавливает его. Перванш, заметив чашу с конфетами у входа, предлагает друзьям угоститься, и Марсала пропускает их в бар. Внутри героев встречает Рыжий с питомцем-курицей, и Селадон, разложивший на столе Белые Карты каждого. Это момент, с которого начинается фильм, где каждый поочередно взглядывает на свою Карту и видит события прошлого. К ним присоединяется Крупье, собрав карты от начинает игру, в которой оказывается победителем. Селадон принимается неистово хлестать проигравших кнутом, повергая их в безумные муки. В бар вваливаются клоуны, преследовавшие Розу, и начинают стрельбу по всем вокруг. Избежать гибели удаётся лишь Пюсовой, Перваншу и Розе, последние двое бегут, пока не оказываются на пустыре напротив Человека в чёрной маске, держащим Миру в петле верёвки. Верёвка затягивается, Мира падает навзничь, Человек в чёрной маске и спасшиеся герои расходятся в разные стороны.
Вновь Человек в чёрной маске и его финальный монолог о страхе, жизни, боязни света и принятии себя.

## Создание
До начала работы над полнометражным фильмом в 2019 году было выпущено 2 эпизода веб-сериала «Белая Карта», представляющим зрителю персонажей.
Фильм обладает несколькими особенностями:
- Нестандартная форма повествования, которую режиссёр отождествляет с Лентой Мёбиуса.
- В фильме отсутствуют диалоги героев — видеоряд сопровождается только комментариями рассказчика.
- В фильме присутствует большое разнообразие актёрского состава — снялись как актёры с большим стажем, как Владимир Котов, так и начинающие и ранее не имевшие опыта в съёмках.

В съемках также приняли участие люди, известные не столько в актёрских кругах, сколько в медиа-пространстве: бодибилдер Иван Зотов, модель Снежана Самохина, участница шоу «Голос», певица, актриса и режиссёр Юлия Пак, модель Евгения Манджиева, модель, продюсер, корреспондент Жан-Мишель Щербак. Также актёрский состав отличается большим разнообразием типажей внешности.
Фильм стал дебютным для режиссёра, создание заняло более 6 лет.
Оператор Александр Волошин работал над документальным фильмом «Кровавые бивни», получившим «Золотого орла» и номинацию в лонг-лист «Оскара».

## В ролях
| Актёр             | Роль      |
| ----------------- | --------- |
| Ада Карина        | Пюсовая   |
| Шекер Ходжаева    | Спаржа    |
| Иван Зотов        | Панг      |
| Аддис Де Грант    | Перванш   |
| Екатерина Гуляева | Роза      |
| Алексей Дьячков   | Дикий     |
| Жан-Мишель Щербак | Дикий     |
| Джашмед Шокиров   | Дикий     |
| Филипп Ситников   | Фанданго  |
| Елена Болдина     | Фельдграу |
| Снежана Самохина  | Мира      |
| Юлия Пак          | Охра      |
| Владимир Котов    | Рыжий     |
| Евгения Манджиева | Фуксия    |
| Анатолий Чистов   | Вермильон |
| Давид Колчин      | Крупье    |
| Руслан Шакаев     | Марсала   |
| Наталья Кийко     | Шамуа     |
| Сами Какиашвили   | Селадон   |

Большинство имён персонажей являются редкими и устаревшими названиями цветов.

## Музыка к фильму
Музыку к фильму написала композитор Алла Супран.
| № | Название       | Продолжительность |
| - | -------------- | ----------------- |
| 1 | «Desert»       | 03:18             |
| 2 | «Introduction» | 02:57             |
| 3 | «Chaos»        | 01:30             |
| 4 | «Recap»        | 01:07             |

## Отзывы
Картина получила положительные отзывы зрителей — лауреата Государственной премии России, режиссёра Владимира Мирзоева («Борис Годунов», «Топи»), продюсера Максима Добромыслова («Межсезонье»), поэта и художника Василия Попова.

## Промоушн
В рамках фестивального периода картина была представлена на Festival Transterritorial de Cine Underground в Аргентине в 2022 году.
В Уругвае фильм победил на Montevideo World Film Festival в 2022 году в номинации «Лучший полнометражный экспериментальный фильм» (Best Feature Experimental Film).
1.1.2024 была проведена онлайн-премьера фильма.
30.1.2024 прошёл специальный показ и обсуждение проекта с его создателями и съёмочной группой в Культурном Центре ЗИЛ, Москва.
13.2.2024 в поддержку фильма на была выпущена NFT-коллекция «Heaven hotter than Hell», представляющая собой изображения Белой Карты, GIF-изображения с кадрами из фильма и видео-карточки. Коллекция выпущена для добровольной финансовой поддержки проекта покупателями и получением ими привилегий, таких как встреча с режиссёром, актёрами, роль в следующем проекте и сувениры с символикой фильма.
22.3.2024 фильм вышел на децентрализованном стриминг-сервисе MovieBloc на английском языке.